# El-Mouhoub Mouhoud
El Mouhoub Mouhoud (connu également sous le nom de E.M. Mouhoud) est un économiste franco-algérien.
E.M. Mouhoud est spécialiste de la mondialisation et ses effets, des délocalisations et relocalisations des activités, des migrations internationales et des relations euro-méditerranéennes.
E.M. Mouhoud a été le premier économiste en France à mettre en évidence et à analyser tant sur le plan théorique qu’empirique, le phénomène de relocalisation industrielle.
Il est actuellement professeur d'économie, président de l'Université Paris Sciences et Lettres (PSL) depuis le 17 décembre 2024 et chercheur au Laboratoire d'Économie de Dauphine - PSL (LEDa), CNRS et IRD

## Biographie

### Famille, jeunesse et formation
E.M. Mouhoud est né le 13 juin 1960 à Tifrit n'ath Oumalek (Kabylie) en Algérie. Il arrive en France à l’âge de 10 ans dans la région parisienne où il suit un parcours scolaire exemplaire jusqu’à l’obtention de l’agrégation d’économie. Il devient professeur des Universités à l’âge de 33 ans.
Il est docteur en sciences économiques de l’université Paris-I-Sorbonne (1991), titulaire du diplôme d’habilitation à diriger des recherches (université Paris-I-Sorbonne) et agrégé des Facultés de sciences économiques (1994).

### Parcours
Après sa nomination en tant que Professeur des universités à l’université d'Évry il devient parallèlement, de 1995 à 2007, conseiller scientifique au Centre d'analyse stratégique (ex-Commissariat général du Plan) sur les questions d’innovation et de politique industrielle et régionale et membre du conseil scientifique de la Délégation interministérielle à l'aménagement du territoire et à l'attractivité régionale (DATAR).
Au commissariat général du Plan, il dirige des groupes de travail et rédige plusieurs rapports dont « Localisation des activités et stratégies de l’État en direction des régions » (2005). Il a été le chef de projet du groupe « Perroux ».
Après avoir enseigné dans les universités de Paris-I, d’Évry et de Brest, il devient professeur à l’université Paris-XIII, y fonde et dirige le Centre Économie de Paris Nord, UMR CNRS, un laboratoire de recherche regroupant une cinquantaine d’enseignants chercheurs.
Il a rejoint ensuite l’université Paris Dauphine – PSL où il a dirigé le GDR International du CNRS DREEM (Développement des recherches Économiques Euro-méditerranéennes) et dirigé notamment le Master affaires internationales .
Il a occupé également des responsabilités, depuis 2017, en tant que vice-président de l’université Paris-Dauphine - PSL chargé des enseignants-chercheurs.
Ses thèmes de recherche sur les relations euro-méditerranéennes et les délocalisations lui ont valu plusieurs invitations dans des universités étrangères dont :
- Université Columbia, SIPA, Conference talk on Political Economy of MENA Uprisings, Octobre 2019 ;
- Avril 2012, Avril 2013, Avril 2014, Septembre 2016, 2017, Décembre 2018 à l’Institute for the Transregional Study of the Contemporary Middle East, North Africa and Central Asia (TRI) Princeton University ;
- Professeur invité à la National University of Bogota (Colombia) en Avril 2015 ;
- Visiting professor à la New School for Social Research (Schwartz Center for Economic Policy Analysis) New York (octobre 2009-février 2010) ;
- University Fudan - Shanghai, décembre 2006 (Chine) cours sur la convergence dans l'Union  européenne : quelles leçons pour l'Asie ? ;
- Université nationale de Séoul (2000 et 2004) (Corée du Sud).

En 2011, lors de la primaire présidentielle socialiste, El Mouhoub Mouhoud fait partie de l'équipe de campagne de Martine Aubry en qualité d'expert de la société civile. Sandrine Mazetier et lui étaient chargés des questions d'immigration.
La même année, il signe l'appel aux dirigeants du G8 pour un plan de soutien à la Tunisie. Cet appel a été signé par 21 économistes dont Joseph Stiglitz.
En juin 2013, E.M. Mouhoud a achevé une étude sur la relocalisation des activités pour la DGCIS et la DATAR .
Cette étude donne lieu à une base de données sur les atouts des territoires français utilisée par le Ministère français du redressement productif dans sa politique de relocalisation. Ses travaux ont permis la conception du logiciel Colbert 2.0.
Il a œuvré comme consultant auprès de l’OCDE, l’ONU, du PNUD, l’UNFPA (Fonds des Nations unies pour la population) et la Banque mondiale
Les travaux et les interventions de E.M. Mouhoud sont publiés sous le nom de El Mouhoub Mouhoud, Elias Mouhoub Mouhoud, Mouhoud El Mouhoud ou encore E.M Mouhoud.
Il est nommé dans le Who's who des économistes les plus influents, publié par L'Expansion dans le numéro double de décembre 2012-janvier 2013.

## Travaux scientifiques
Les travaux de recherche d’E.M. Mouhoud portent sur les liens entre l'économie de l'innovation et la mondialisation, la compétitivité industrielle et les migrations internationales.

### Trois domaines de recherche
Premier domaine : l'analyse théorique et empirique des effets du changement technologique sur la spécialisation internationale des économies et la localisation des firmes multinationales.
Ses travaux ont permis de mettre en évidence dès le début des années 1990 le phénomène des relocalisations industrielles et de la récupération des avantages comparatifs des pays anciennement industrialisés en particulier dans son ouvrage Changement technique et division internationale du travail (Economica, 1993).
Dans la lignée de cet axe de recherche, il a développé avec Philippe Moati, économiste et professeur à l'université Paris-VII, le concept de division cognitive du travail pour comprendre les mécanismes de sélection des territoires au niveau international et les mécanismes d’alliances et de coopération entre firmes (Moati et Mouhoud, 1994, 2000, et 2005).
Son second domaine de recherche concerne les questions d'intégration européenne, d'élargissement, les relations euro-méditerranéennes, la mobilité des facteurs et l'ajustement des marchés du travail. Il a contribué au débat sur la convergence des économies et des régions européennes.
Son troisième domaine concerne l'analyse des déterminants et des effets des migrations internationales et des envois de fonds sur les pays d’accueil et les pays de départ :
- Apport en termes de mesure des migrations internationales dans l’Union européenne et de l’analyse de l’impact des migrations sur le fonctionnement de la zone euro (modélisation macroéconomique)
- Analyse économétrique des migrations sur le marché du travail européen
- Identification d’une notion nouvelle « les migrations répétées » permettant de mesurer la mobilité du travail intra-européenne. (voir E.M. Mouhoud et Oudinet 2006 et 2007)[16].

## Engagement politique
En 2011, lors de la primaire présidentielle socialiste, El Mouhoub Mouhoud fait partie de l'équipe de campagne de Martine Aubry en qualité d'expert de la société civile. Il est chargé des questions d'immigration (avec Sandrine Mazetier).
La même année, il signe, aux côtés de vingt-et-un autres économistes dont Joseph Stiglitz, l'appel aux dirigeants du G8 pour un plan de soutien à la Tunisie.
En 2012, il fait partie des économistes qui signent une tribune dans le journal Le Monde pour soutenir François Hollande, du fait de « la pertinence des options [proposées], en particulier pour ce qui concerne la reprise de la croissance et de l'emploi. »

## Autres responsabilités
- Membre élu du comité directeur de l’AFSE (Association française de sciences économiques) depuis 2010.
- Vice-président de l’association Pluralisme et Qualité (2014-2018)
- Membre du conseil scientifique du Printemps de l’économie[19]
- Membre du conseil scientifique de l’économie au rendez-vous de l’histoire
- Jury 2020 du prix du Meilleur Article Financier[20]
- De 2005 à 2015, il est personnalité scientifique du conseil d’administration de l’IRES (Institut de recherches économiques et sociales). Il est membre du comité de rédaction de la Revue économique.

Il a été membre de plusieurs conseils scientifiques d’organismes publics dont : l'Agence nationale de la recherche (en Sciences de l’Homme et de la Société) de 2005 à 2008, le conseil scientifique de l’IRD (Institut de Recherches pour le Développement) de 2007 à 2010, le Commissariat à la stratégie et la prospective – France Stratégie de 1995 à 2007.

## Prix et distinctions
- Prix de la recherche des Scytales et voies de la réussite (Assemblée nationale, 2004)[3]